# BMW G 650 GS
La BMW G 650 GS, chiamata anche BMW G650 Sertão, è una motocicletta stradale enduro prodotta dalla casa motociclistica tedesca BMW Motorrad a partire dal 2008 al 2017. 

## Descrizione
Il propulsore è un monocilindrico in linea da 652 cm³ a 4 tempi con distruzione a quattro valvole con due alberi a camme in testa, sistema di lubrificazione a carter secco e raffreddamento ad acqua.
Con un rapporto di compressione pari a 11.5:1, eroga una potenza di 48 CV. Esso viene gestito da un cambio a cinque rapporti ad innesti frontali.
Lanciata alla fine del 2008 nei mercati di Stati Uniti, America Latina, Cina, Taiwan e Australia, riprende alcuni elementi della vecchia F650GS, con modifiche che riguardano il motore assemblato dalla Loncin in Cina anziché dalla Rotax in Austria, ma utilizzando ancora alcune componenti prodotte dalla Rotax in Europa. I motori poi vengono rispediti alla BMW in Germania dove vengono assemblati sulle moto.
Nel 2010, all'EICMA di Milano, la BMW Motorrad ha presentato la versione destinata al mercato globale della G650GS, con un motore leggermente depotenziato che eroga 35 kW (47 CV).
Nel 2012 BMW ha introdotto la G650GS Sertão, che è una versione più fuoristradistica.
La produzione è stata interrotta nel 2017.